# Alfred Zimmermann (Maler)
Alfred Zimmermann (* 16. Mai 1854 in München; † 21. Mai 1910 ertrunken bei Gstadt am Chiemsee) war ein deutscher Maler.

## Leben und Werk

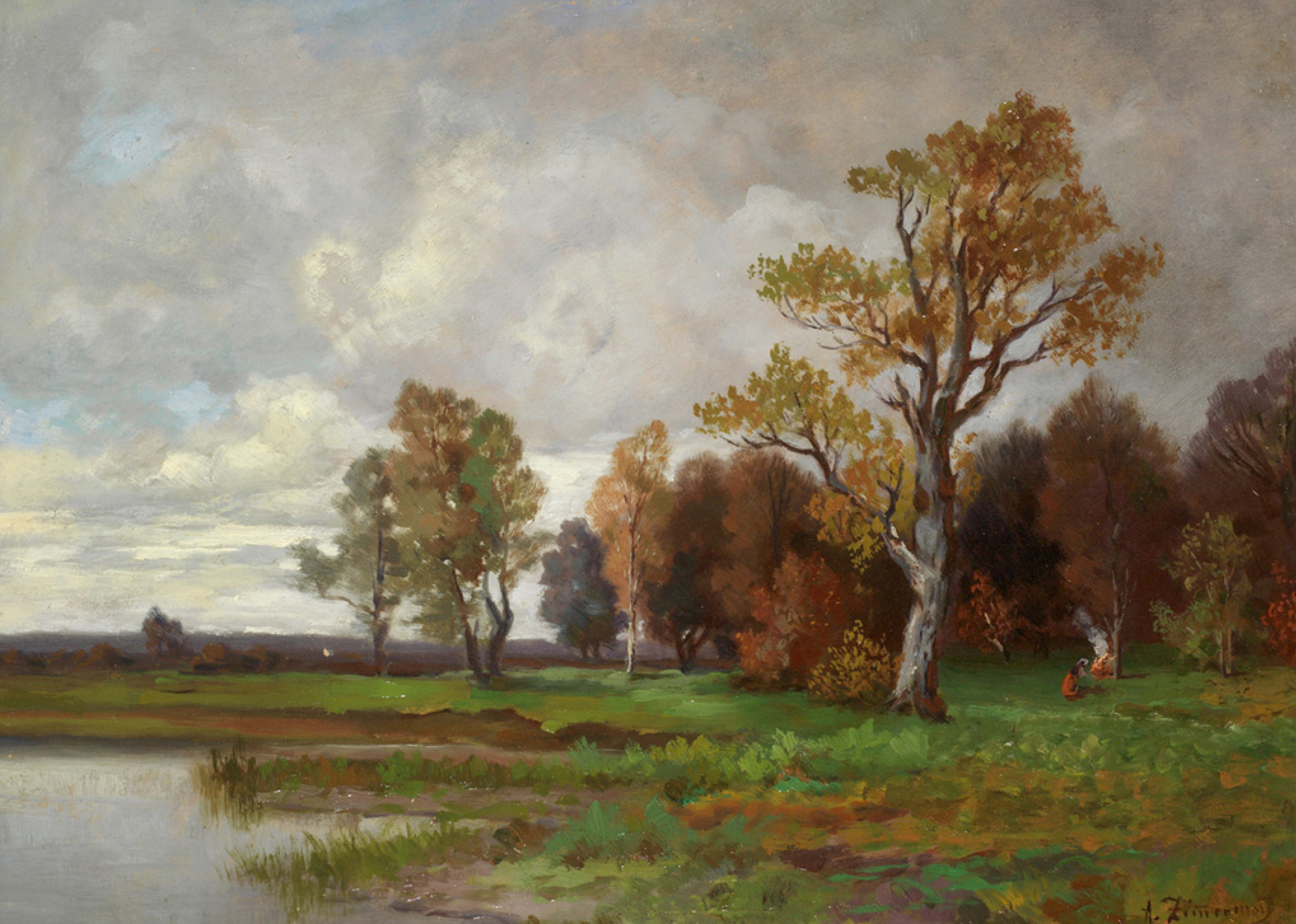
Chiemsee von Alfred Zimmermann

Der jüngere Sohn von Reinhard Sebastian Zimmermann sollte nach dem Willen des Vaters im Bankgeschäft tätig werden, doch brachte dieser ihn auf sein Drängen hin, weil er sich als außerordentlich talentiert erwies, auf die Königliche Kunstakademie in München, wo er Schüler von Alexander Strähuber, Xaver Barth und Wilhelm Lindenschmitt war. Sein Bruder Ernst Zimmermann wurde ebenfalls ein bekannter Maler.
Eine Reise nach Paris 1874 brachte ihm zwar die neuere französische Malerei nicht näher, dafür aber Rembrandt. So malte er nach seiner Rückkehr in altmeisterlichem Stil Genreszenen. Er hatte eine zweite Leidenschaft, den Operngesang, sodass er als Maler pausierte und erst nach Jahren erfolgreicher Sängertätigkeit wieder zur Leinwand zurückkehrte. In der Folge widmete er sich der Freilichtmalerei. Bei einem längeren Aufenthalt auf Capri entstanden brillant gemalte Bilder. Zurück in München machte er sich ebenso einen Namen als Illustrator der Zeitschrift Jugend.
Zu seinen Freunden zählten unter anderem die Maler Wilhelm Leibl und Wilhelm Trübner. Er hielt sich häufig zur Sommerfrische am Chiemsee auf, wo er in Gstadt am Chiemsee ein stattliches Anwesen erwarb. Hier schuf er noch viele Landschaftsbilder und später auch figürliche Bilder. Er ertrank bei einer Bootsfahrt auf dem Chiemsee.